# Brest, Finistère
Brest är en stad i departementet Finistère i Bretagne i nordvästra Frankrike med 140 993 invånare (2022). Den ligger vid en bred och djup vik av Atlanten och har en av Europas förnämsta naturhamnar. Sedan 1600-talet finns här en viktig flottbas, numera använd av Nato.

## Historia

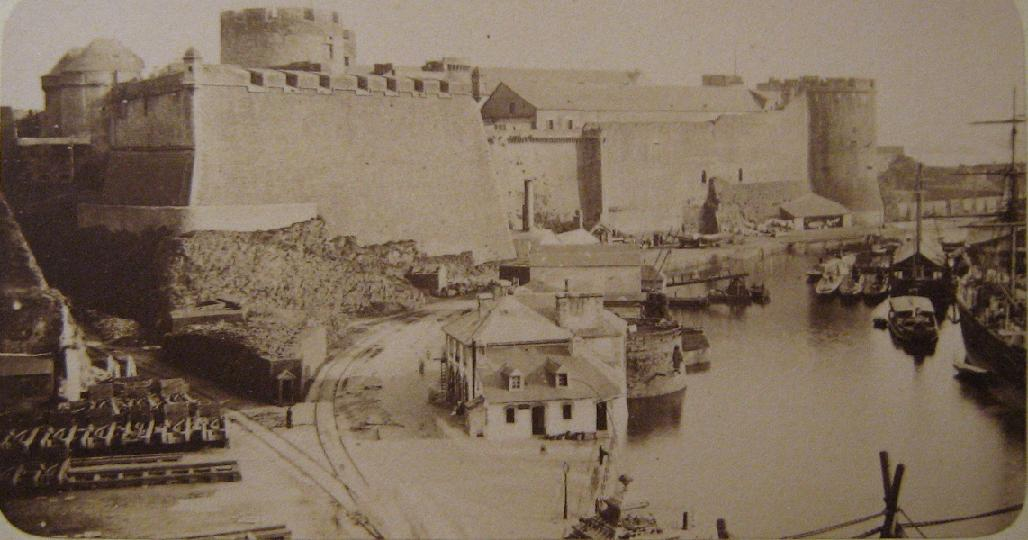
Fästningen i Brest någon gång runt 1870

Brest ligger på platsen för den antika staden Gesoscribate. Under senmedeltiden då staden tillhörde Bretagne var den en betydande hamn. Richelieu utsåg 1631 Brest till Frankrikes örlogshamn och började uppföra hamnanläggningar i staden, vilka utvecklades av Jean-Baptiste Colbert. På 1680-talet försågs staden med befästningar efter Sébastien Le Prestre de Vaubans ritningar.
Efter franska revolutionen 1789 förvaltades staden av gironden. Hamnen tappade i betydelse under kontinentalblockaden. Under Napoleon I byggdes Canal de Nantes à Brest för att undgå blockaden. 1865 byggdes en järnvägsstation i Brest, och staden låg nu endast 18 timmar med tåg från Paris.
Under första världskriget var Brest en viktig hamn för att kunna skeppa in de amerikanska soldaterna i Frankrike.
Under andra världskriget hade tyskarna en ubåtsbas i Brest, och där fanns även en av de viktigaste stödpunkterna i atlantvallen. Brest förstördes totalt under andra världskriget av allierade bombningar; förstörelsen var så total att endast ett fåtal byggnader fanns kvar vid krigets slut. Den återuppbyggda staden består till stor del av enkla granit- och betongbyggnader.

## Befolkningsutveckling
Antalet invånare i kommunen Brest
Referens:INSEE

## Utbildning
- École nationale supérieure de techniques avancées Bretagne

## Galleri

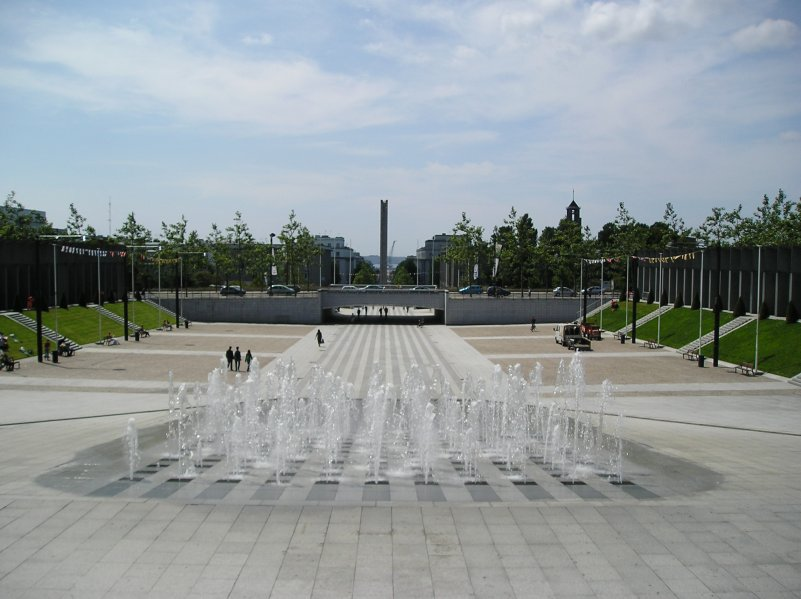
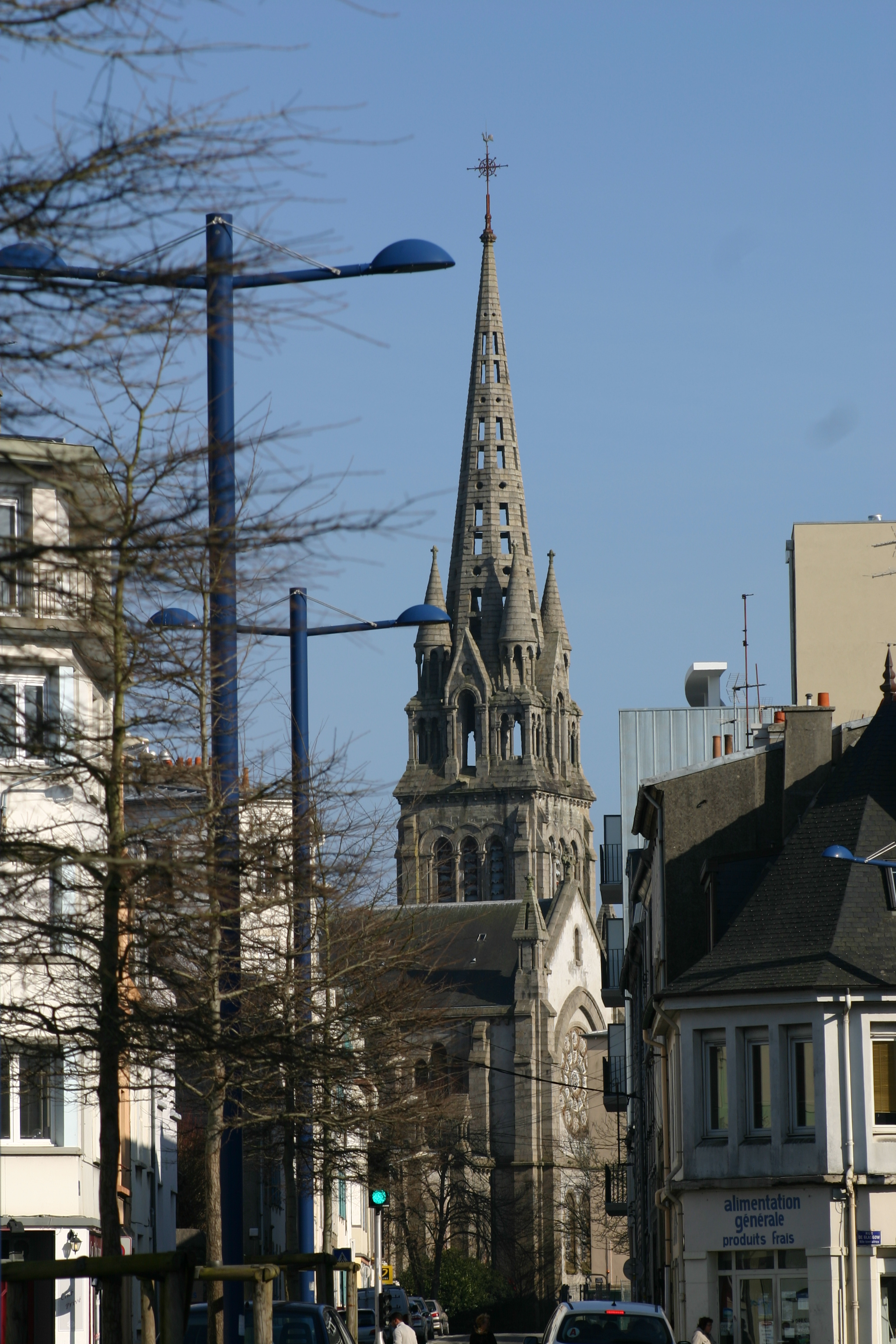
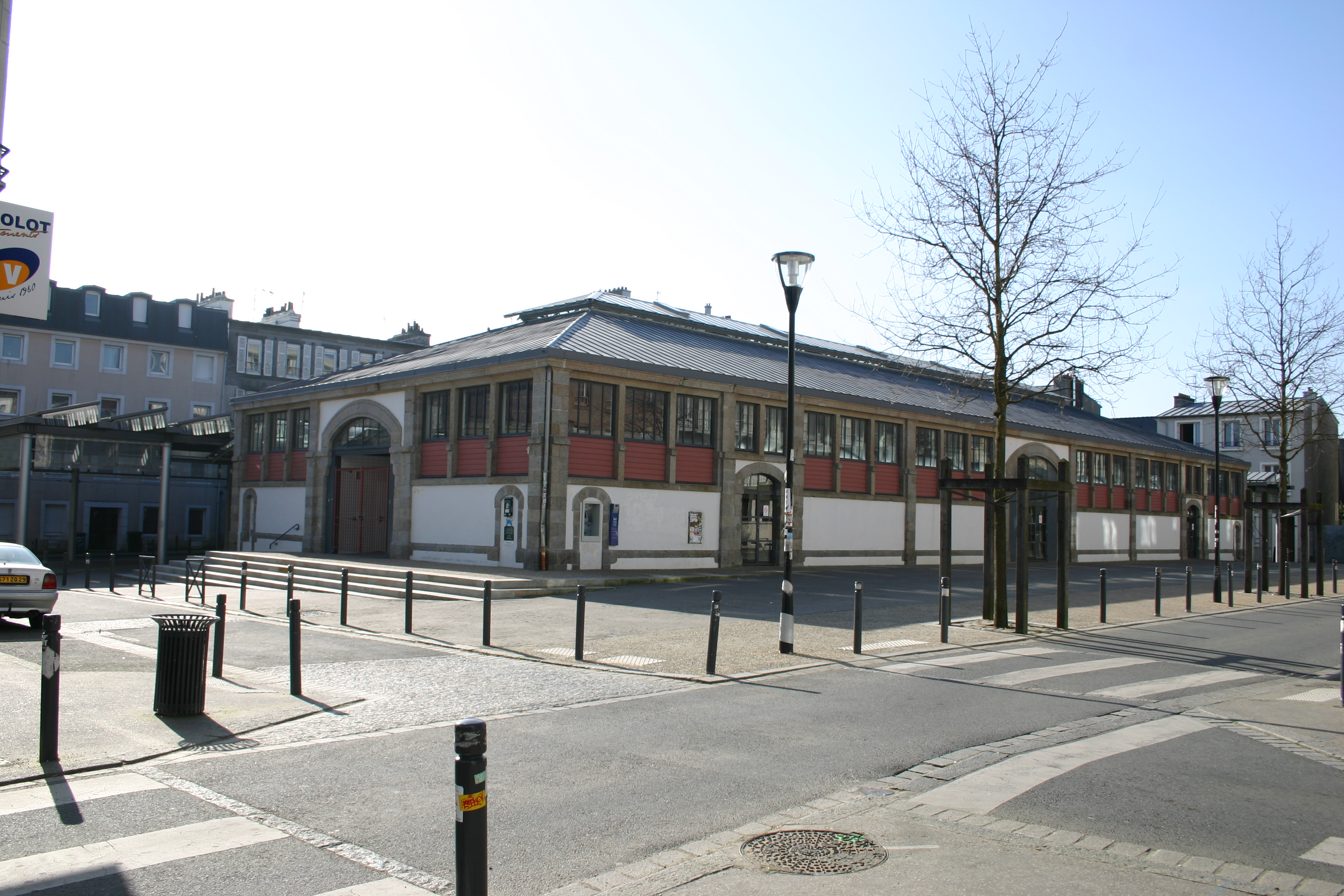
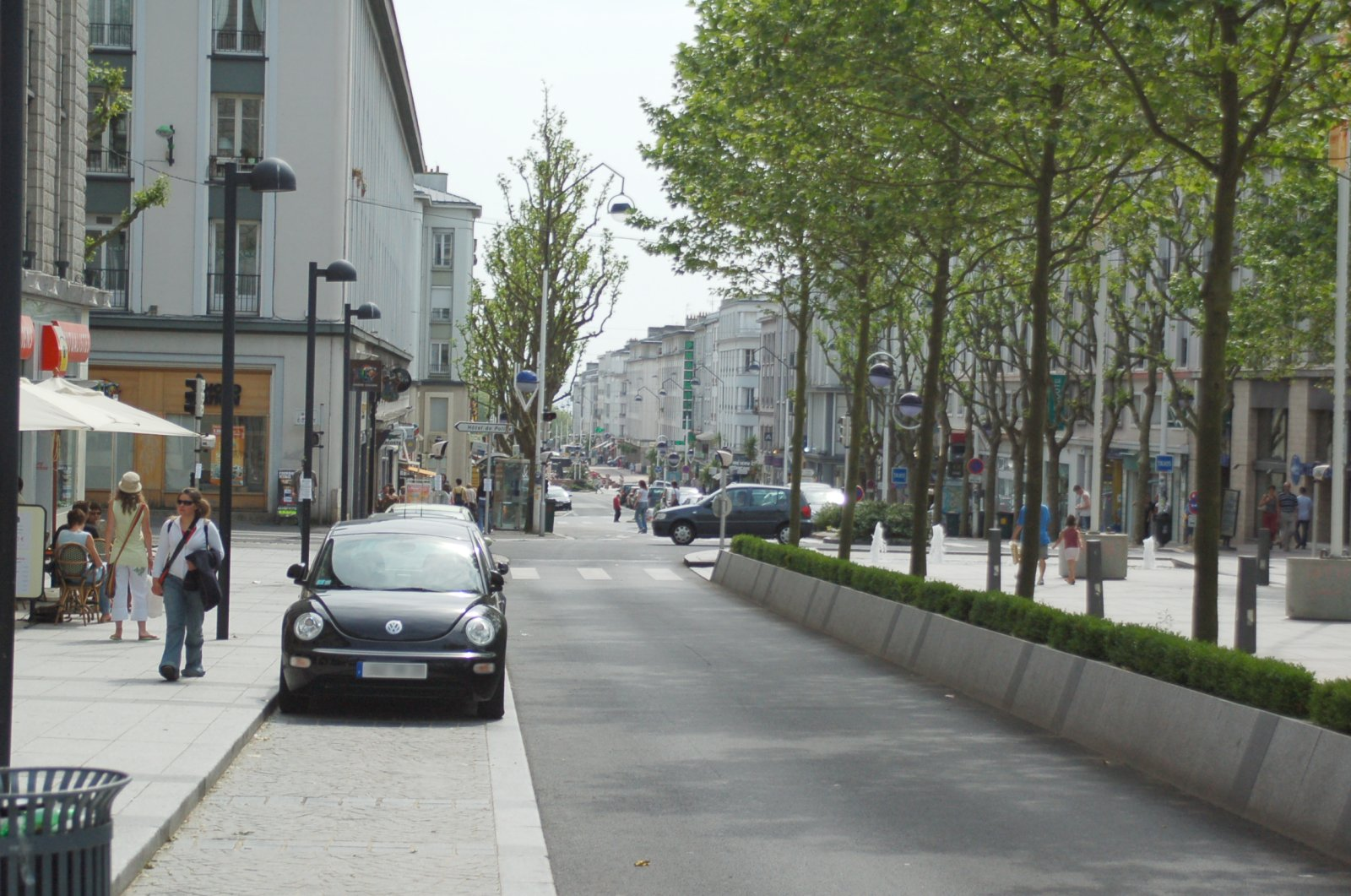
Rue de Siam